# Culicoides tianmushanensis
Culicoides tianmushanensis är en tvåvingeart som beskrevs av Chu 1981. Culicoides tianmushanensis ingår i släktet Culicoides och familjen svidknott. Inga underarter finns listade i Catalogue of Life.